# Čumil (sculpture)
Pour les articles homonymes, voir Čumil.
Čumil est une œuvre conçue par l'artiste Viktor Hulík, inaugurée le 26 juillet 1997 à Bratislava, en Slovaquie. Elle représente un travailleur sortant d'une bouche d'égout.

## Galerie

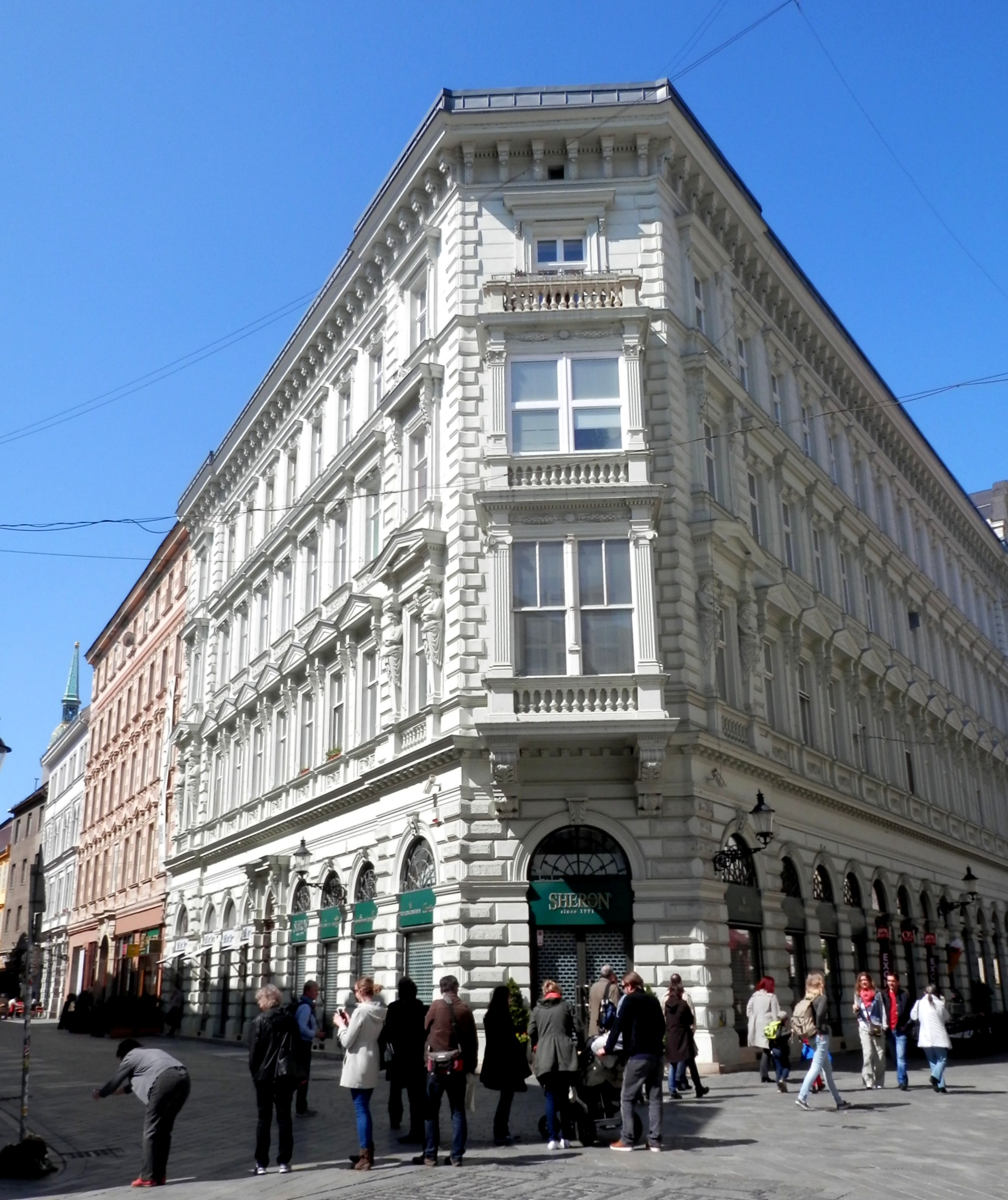
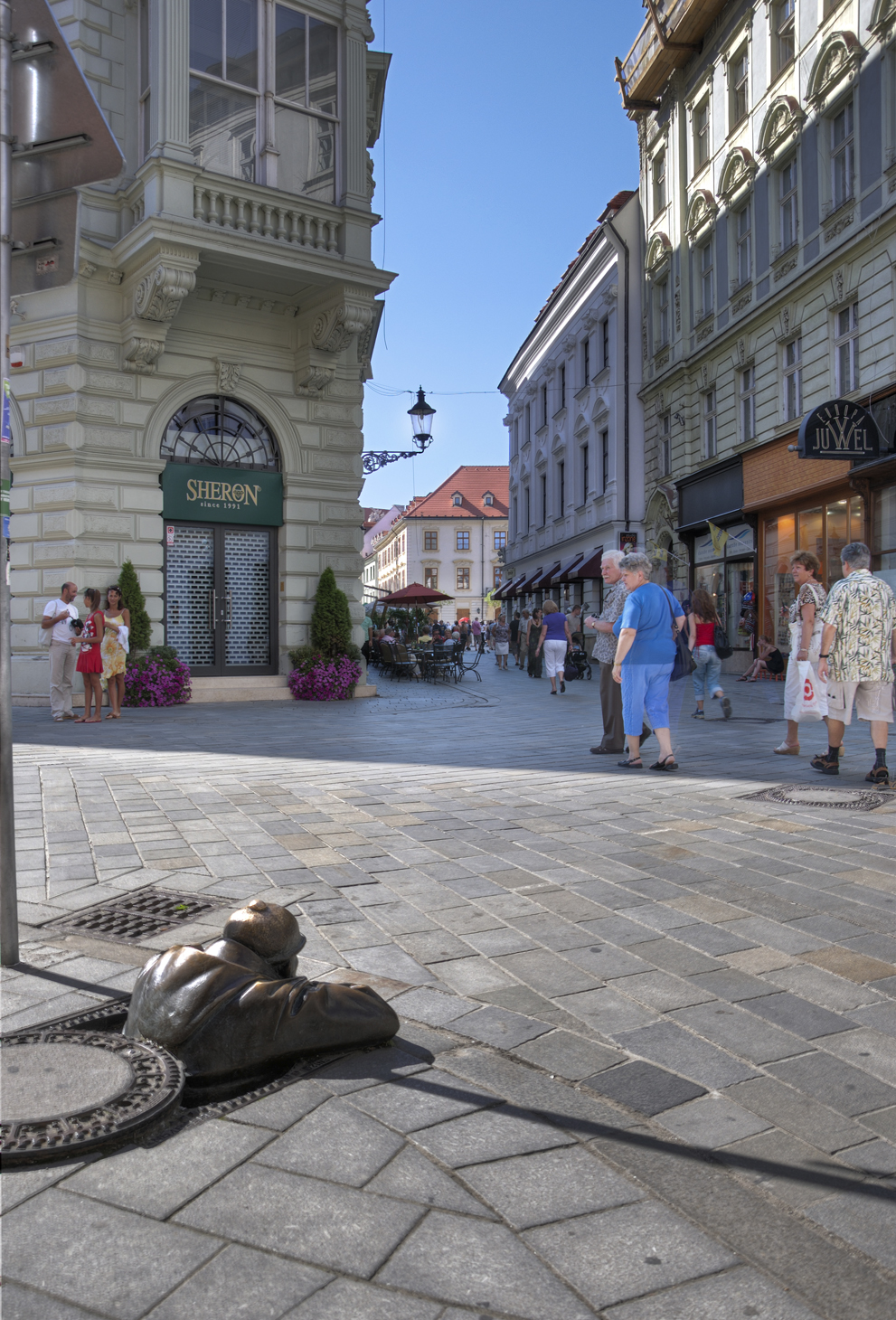
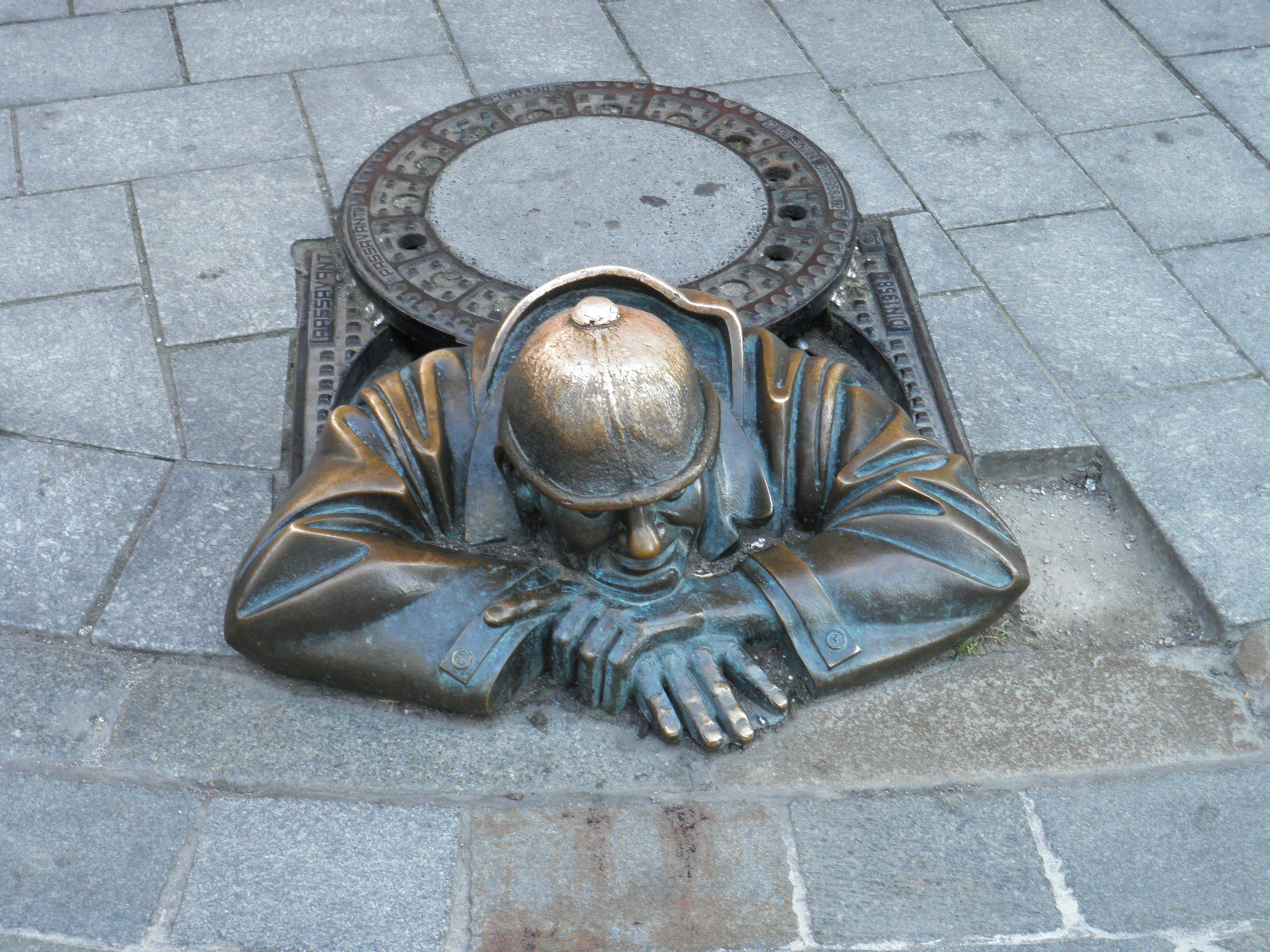
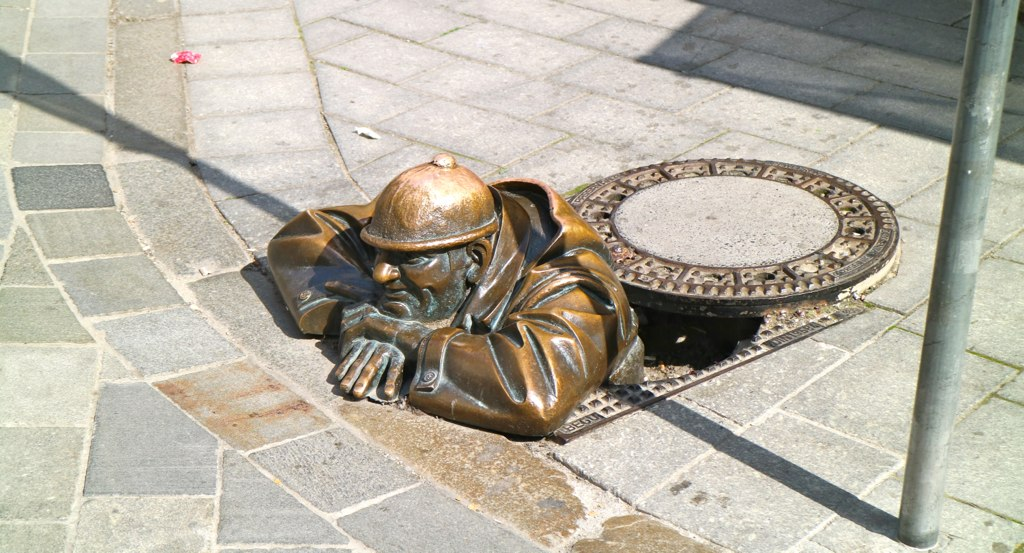
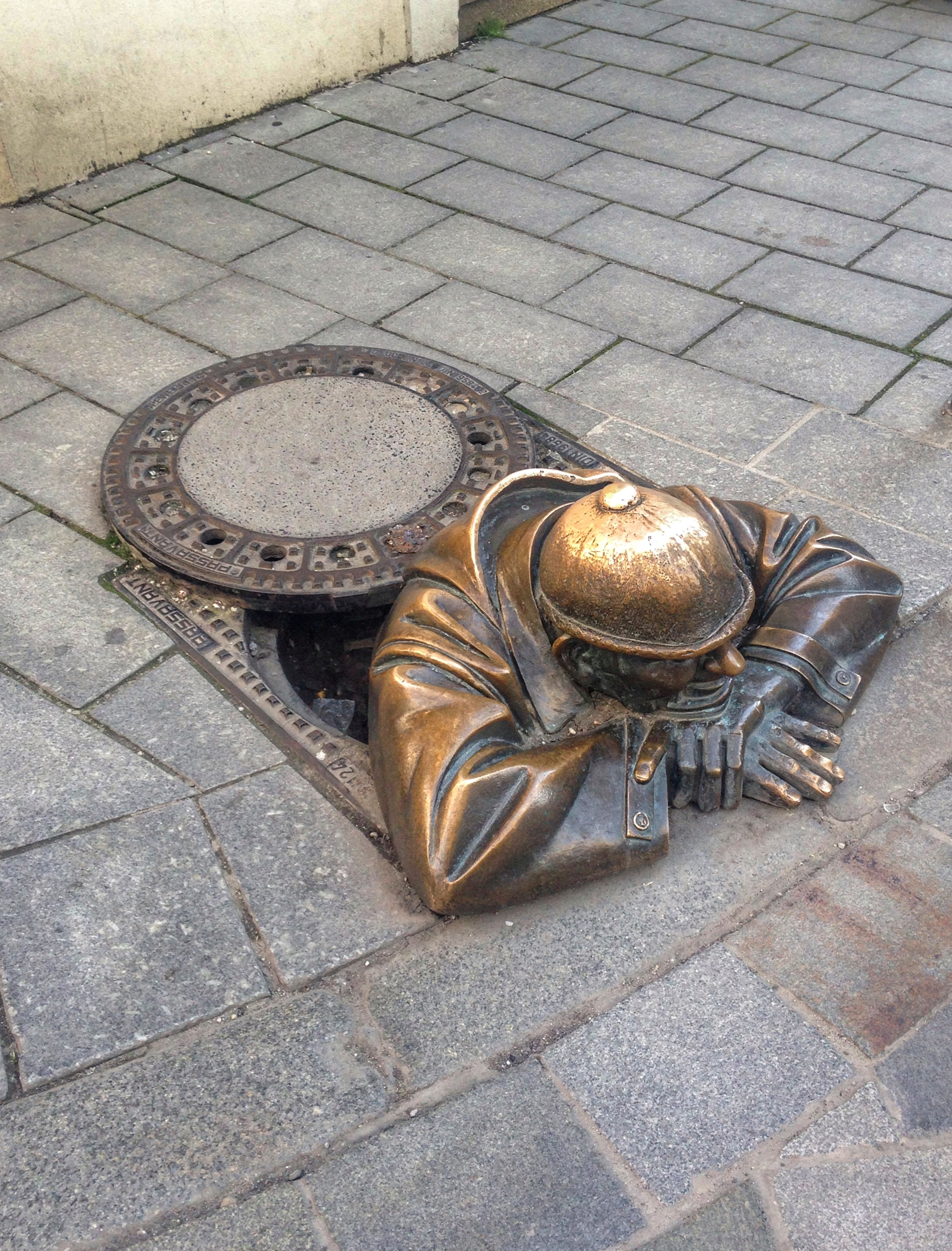
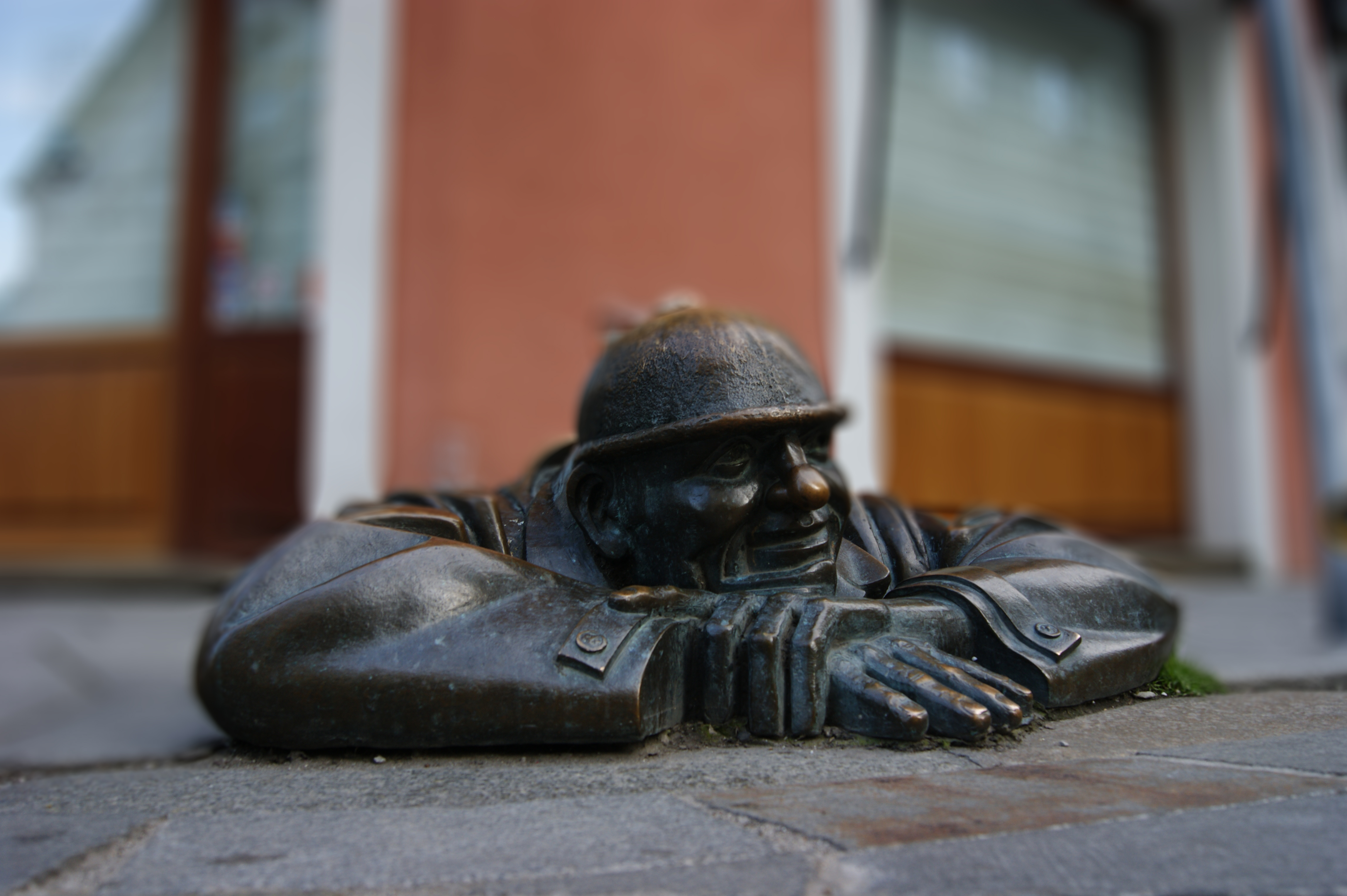
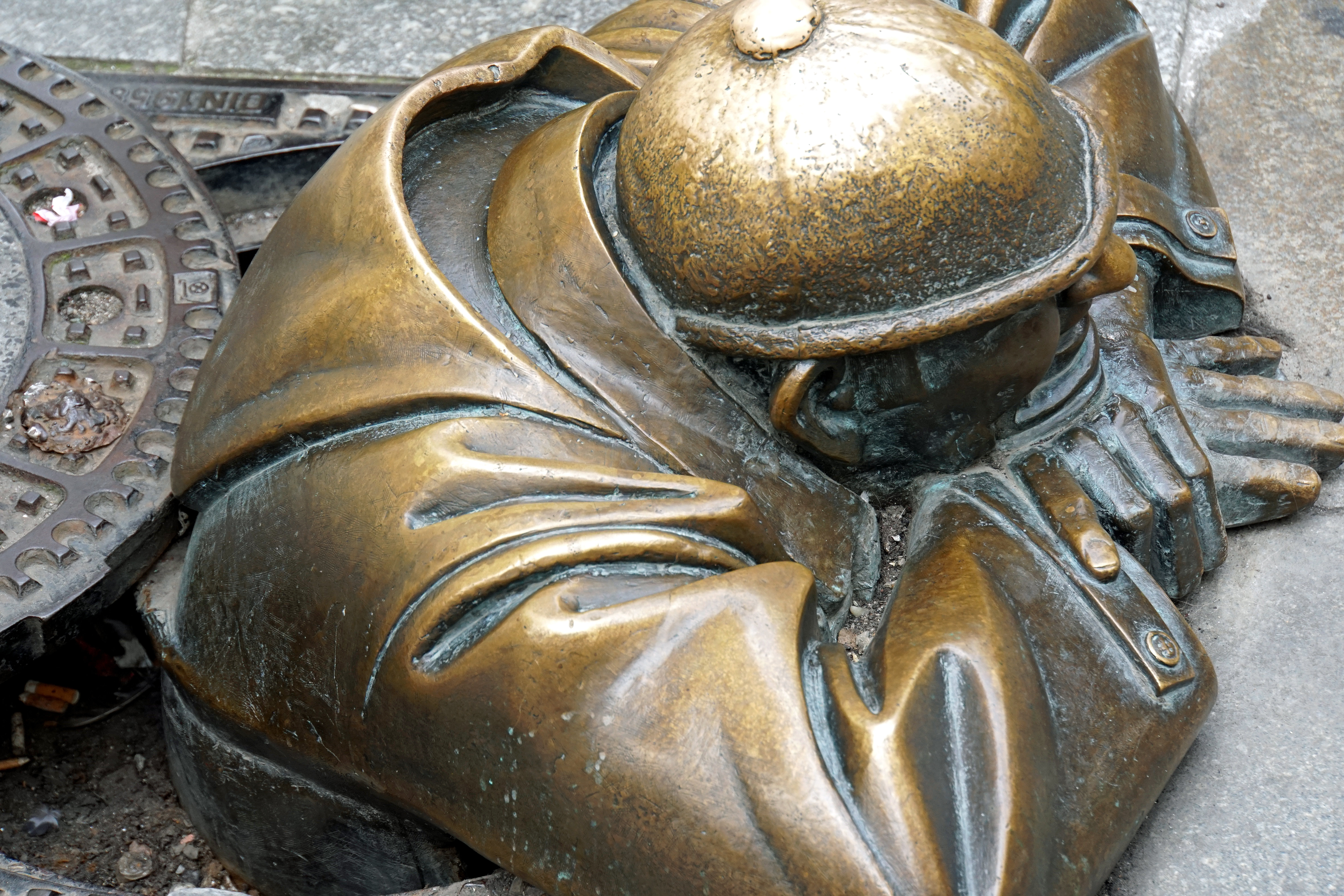
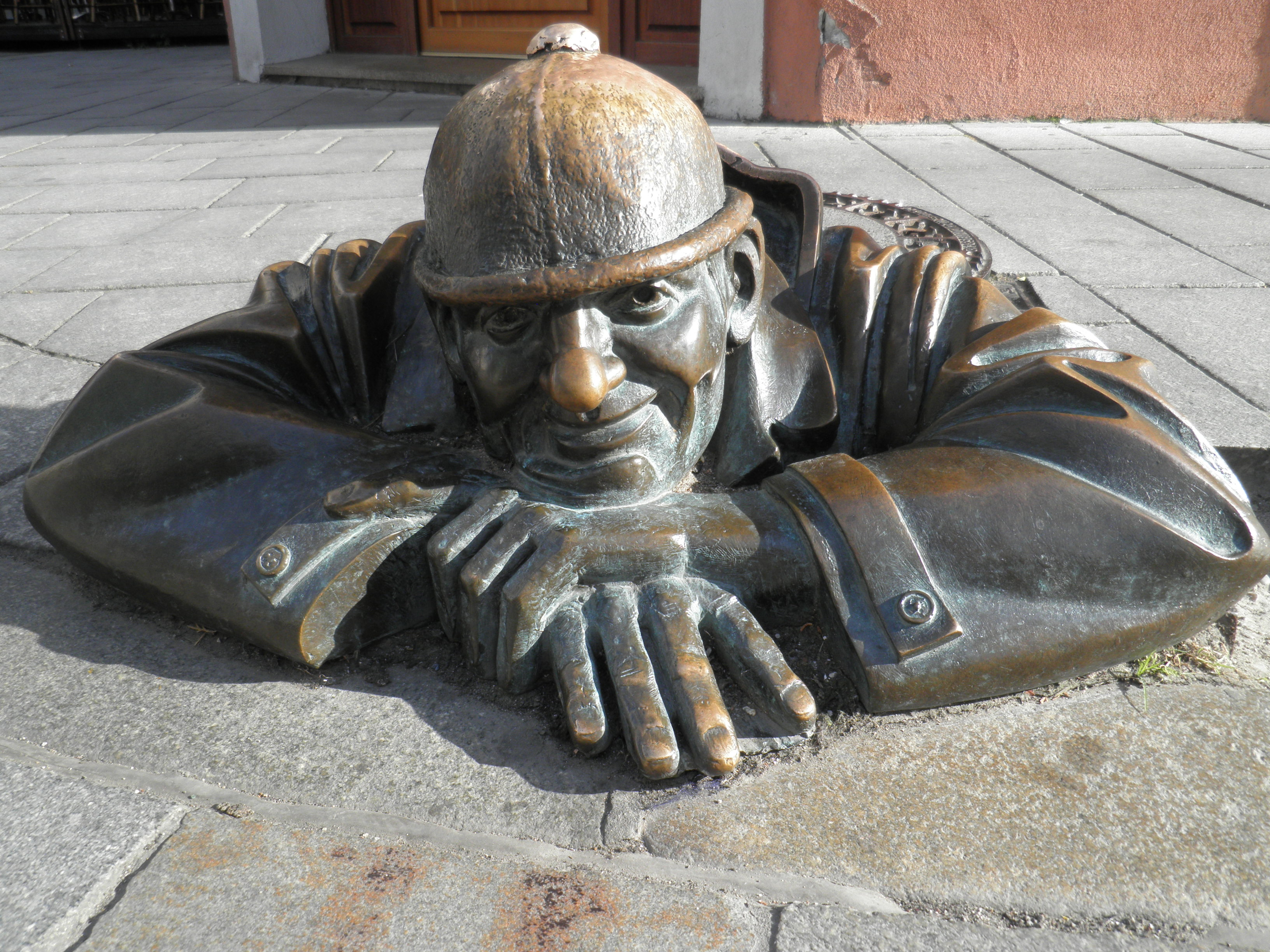

## Localisation
L'œuvre est installée dans la zone piétonne du quartier de la Vieille ville, à l'intersection des rues Laurinská (sk), Panská (sk) et Rybárska (sk) .